# Гле
Гле (фр. Glay) насеље је и општина у источној Француској у региону Франш-Конте, у департману Ду која припада префектури Монбелијар.
По подацима из 2011. године у општини је живело 364 становника, а густина насељености је износила 56,09 становника/km². Општина се простире на површини од 6,49 km². Налази се на средњој надморској висини од 410 метара (максималној 566 m, а минималној 385 m).

## Демографија
| 1962. | 1968. | 1975. | 1982. | 1990. | 1999. | 2011. |
| ----- | ----- | ----- | ----- | ----- | ----- | ----- |
| 310   | 314   | 325   | 268   | 307   | 314   | 364   |

График промене броја становника у току последњих година